# Chiesa di San Martino (Coreglia Ligure)
La chiesa di San Martino di Tours è un luogo di culto cattolico situato nella frazione di Dezerega, in piazza della Chiesa, nel comune di Coreglia Ligure nella città metropolitana di Genova. La chiesa è sede della parrocchia omonima del vicariato della Val Fontanabuona della diocesi di Chiavari.
Il complesso, con il suo sagrato offre un punto di vista panoramico (soprattutto notturno) sulla vallata sottostante.

## Storia

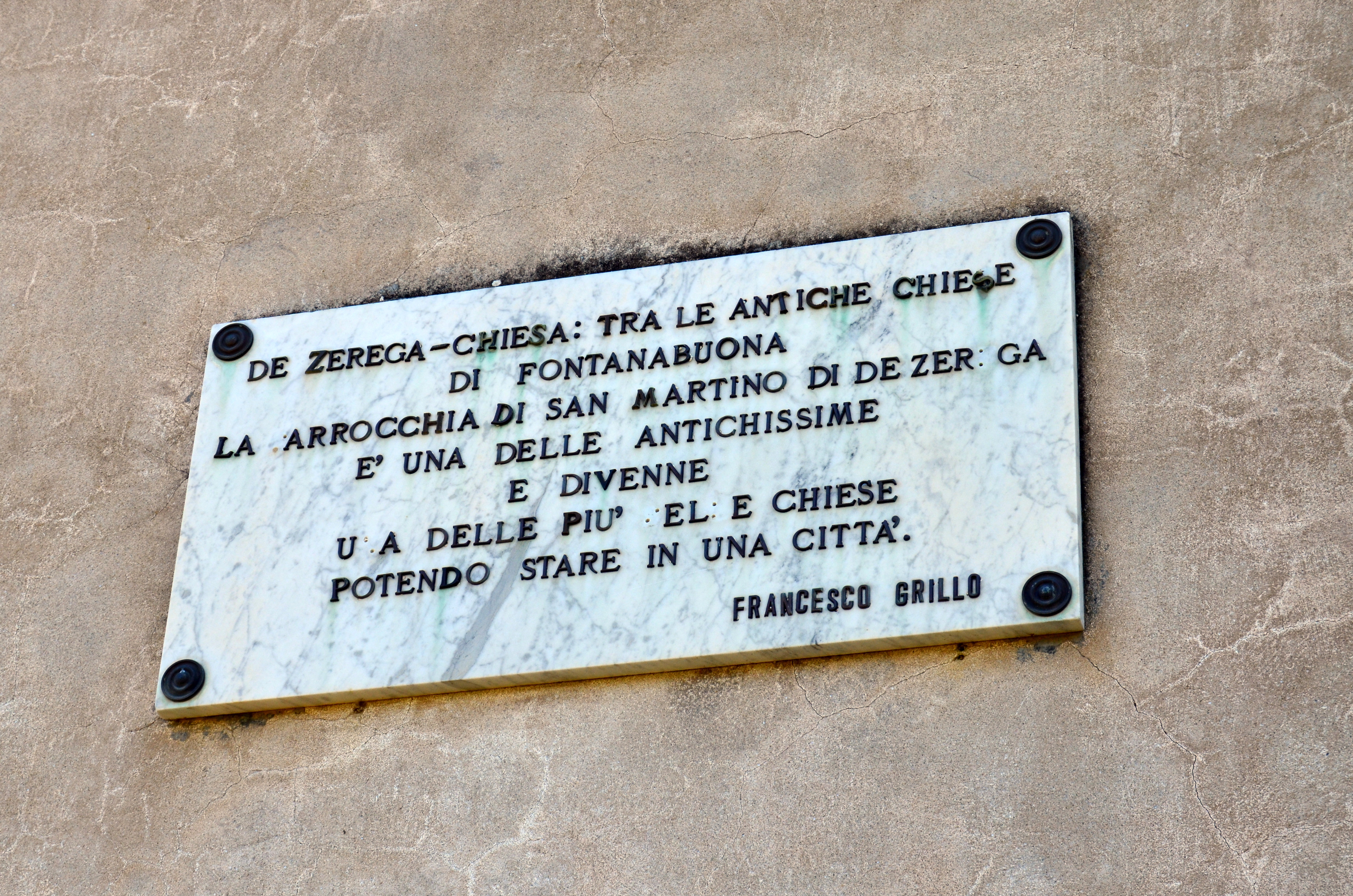
Targa nei pressi della chiesa

La parrocchia è esistente dal XII secolo e fu in passato assoggettata alla parrocchia di San Giacomo di Canevale.
Nel resoconto della visita di monsignor Francesco Bossi, compiuta nel 1582, è riportato che aveva come succursale la comunità di Orero.
Il 26 ottobre del 1622, monsignor Domenico de' Marini dell'arcidiocesi di Genova separò quest'ultima con propria autonomia.